# Brett Sutter
Brett Darryl Sutter (* 2. Juni 1987 in Viking, Alberta) ist ein ehemaliger kanadischer Eishockeyspieler und derzeitiger -trainer. Der Center bestritt 60 Partien für die Calgary Flames, Carolina Hurricanes und Minnesota Wild in der National Hockey League (NHL), stand jedoch überwiegend in der American Hockey League (AHL) auf dem Eis, wo er über 1000 Spiele absolvierte. Seit Sommer 2024 ist er als Assistenztrainer der Calgary Wranglers in der AHL tätig, für die er zuletzt gespielt hatte. Sein Vater Darryl war ebenso ein professioneller Eishockeyspieler wie zahlreiche weitere Mitglieder der Sutter-Familie.

## Karriere

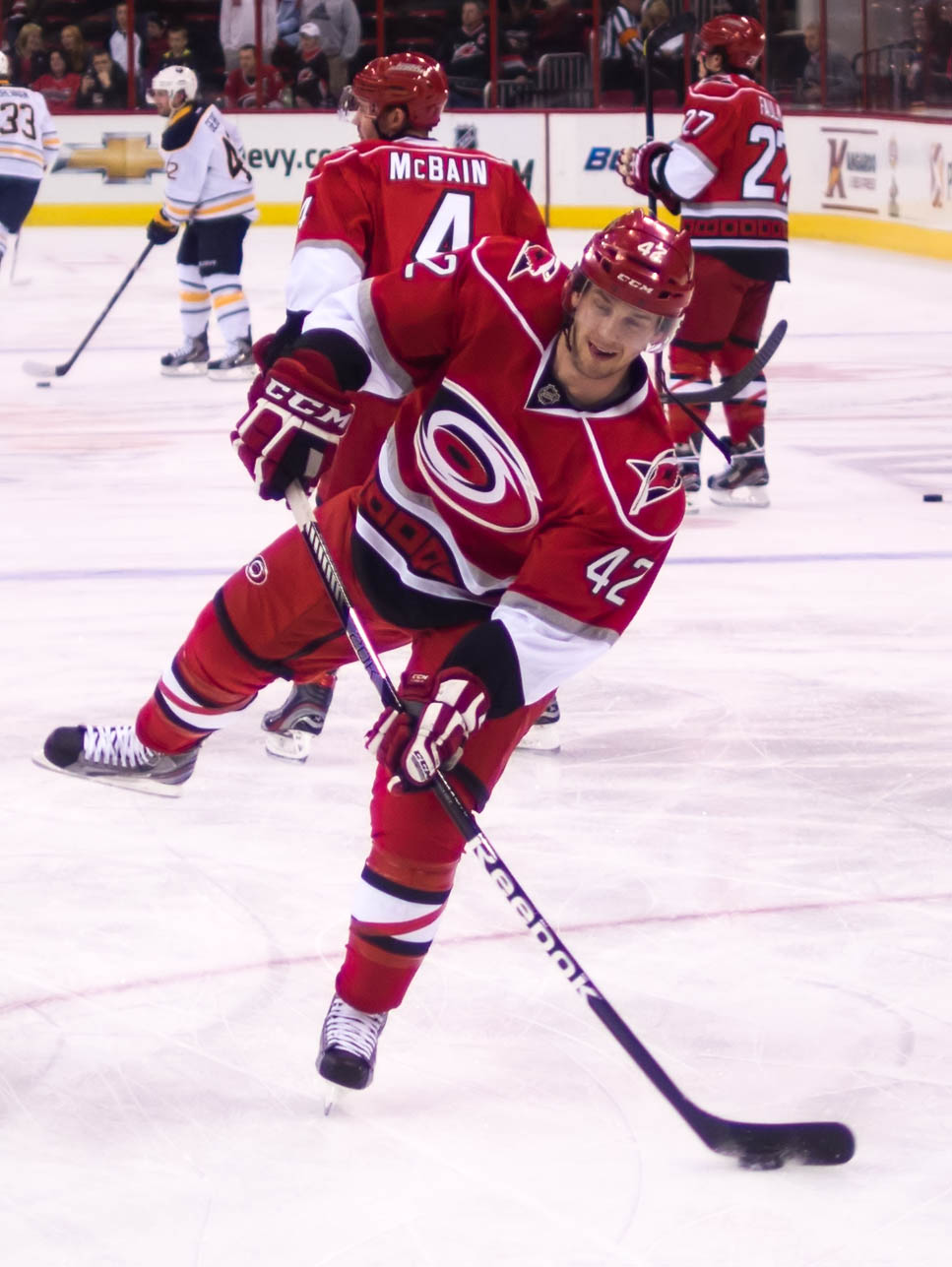
Sutter im Trikot der Carolina Hurricanes

Brett Sutter begann seine Karriere als Eishockeyspieler in der kanadischen Top-Juniorenliga Western Hockey League, in der er von 2003 bis 2007 für die Kootenay Ice und Red Deer Rebels aktiv war. In dieser Zeit wurde er im NHL Entry Draft 2005 in der sechsten Runde als insgesamt 179. Spieler von den Calgary Flames ausgewählt.
Nachdem der Angreifer in der Saison 2007/08 ausschließlich für das damalige Farmteam Calgarys aus der American Hockey League, die Quad City Flames, gespielt hatte, gab er am 23. Dezember 2008 im Spiel gegen die Anaheim Ducks sein Debüt in der National Hockey League für die Calgary Flames. Dabei erzielte er gleich bei seinem ersten NHL-Einsatz sein erstes Tor. In der gleichen Spielzeit stand Sutter noch weitere drei Mal für die Flames in der NHL auf dem Eis, den Rest der Spielzeit verbrachte er erneut in der AHL bei den Quad City Flames. In der Saison 2009/10 spielte der Kanadier parallel für die Calgary Flames in der NHL sowie für deren neues AHL-Farmteam Abbotsford Heat. Im November 2010 wurde er gemeinsam mit Ian White für Anton Babtschuk und Tom Kostopoulos zu den Carolina Hurricanes transferiert.
Am 1. Juli 2014 wurde bekannt, dass Sutter als Free Agent einen Zweijahresvertrag bei den Minnesota Wild unterschrieben hat. Während der Vorbereitung auf die Saison 2014/15 wurde er an die Iowa Wild in die AHL abgegeben. Im Februar 2016 wurde Sutter im Tausch für Scott Sabourin zu den Los Angeles Kings transferiert. Dort wurde er ebenfalls im Farmteam Ontario Reign eingesetzt, wo er ab der Saison 2016/17 einen auf die AHL beschränkten Vertrag erhielt. Am Ende der Saison 2018/19 wurde der Stürmer, der vor der Spielzeit 2017/18 zum Mannschaftskapitän der Reign ernannt wurde, mit dem Fred T. Hunt Memorial Award ausgezeichnet. Sutter verbrachte schließlich über sechs Jahre bei den Reign, ehe er im August 2022 in die Organisation der neu gegründeten Calgary Wranglers aus der AHL wechselte, womit er in seine Geburtsprovinz zurückkehrte.
Am 21. Dezember 2022 absolvierte Sutter in der Partie gegen die Ontario Reign sein insgesamt 1000. AHL-Spiel in der regulären Saison. Dieser Meilenstein gelang ihm als erst achten Spieler der AHL-Geschichte. Die anderen sieben Spieler sind allesamt Mitglieder der AHL Hall of Fame. Nach der Saison 2023/24 beendete er seine aktive Karriere und wechselte als Assistenztrainer nahtlos in den Trainerstab der Calgary Wranglers. Zum Zeitpunkt seines Karriereendes hatte er insgesamt 1090 AHL-Spiele in der regulären Saison absolviert, lediglich die besten Stürmer Willie Marshall (1205 Spiele)	und Fred Glover (1201) sowie Verteidiger Bryan Helmer (1116) standen öfters in der AHL auf dem Eis.

## Erfolge und Auszeichnungen
- 2018 Teilnahme am AHL All-Star Classic
- 2019 Fred T. Hunt Memorial Award

## Karrierestatistik
(Legende zur Spielerstatistik: Sp oder GP = absolvierte Spiele; T oder G = erzielte Tore; V oder A = erzielte Assists; Pkt oder Pts = erzielte Scorerpunkte; SM oder PIM = erhaltene Strafminuten; +/− = Plus/Minus-Bilanz; PP = erzielte Überzahltore; SH = erzielte Unterzahltore; GW = erzielte Siegtore; 1 Play-downs/Relegation; Kursiv: Statistik nicht vollständig)

## Familie
Brett Sutter gehört zu einer Eishockey-Familie. Sein Vater Darryl Sutter sowie dessen Brüder Brian, Duane, Brent, Rich und Ron Sutter liefen allesamt über viele Jahre in der NHL auf. Ebenso verwandt ist er als Cousin auch mit Shaun, Brandon, Brody, Luke und Riley Sutter.